# Massacre de Lennoxville
Le massacre de Lennoxville est une tuerie de masse qui a lieu au club des Hell's Angels situé à Lennoxville, au Québec, le 24 mars 1985. Cinq membres du chapitre Nord des Hell's Angels (fondé par Laurent « L'Anglais » Viau & Yves « Apache » Trudeau) ont alors été froidement abattus. Cet événement serait à l'origine des tensions entre plusieurs gangs de motards criminalisés au Québec et il aurait conduit à la fondation des Rock Machine, l'un des plus grands rivaux des Hells.

## Le massacre
Certains membres des Hell's Angels estimaient que les motards du chapitre Nord étaient trop indisciplinés et incontrôlables. Ils utilisaient souvent les drogues qu'ils étaient censés vendre et ils étaient soupçonnés d'écrémage des profits de la vente de drogue destinés à d'autres chapitres.
Les membres du chapitre Nord ont été invités à une réunion au club de Lennoxville, un quartier anglophone de la ville de Sherbrooke, le 24 mars 1985. Le membre fondateur des Hell's Angels du Canada et président du chapitre Nord, Laurent « L'Anglais » Viau, ainsi que quatre de ses membres : Jean Guy « Brutus » Geoffrion, Jean-Pierre « Matt le Crosseur » Mathieu, Michel « Willie » Mayrand et Guy-Louis « Chop » Adam furent ainsi convoqués. Lorsque les cinq sont arrivés, ils ont été pris en embuscade et assassinés. Deux mois plus tard, au fond du fleuve Saint-Laurent, les plongeurs ont trouvé les corps en décomposition des victimes enveloppées dans des sacs de couchage et attachés à des plaques d'haltérophilie.
Plusieurs membres des Hells Angels étaient présents et ont joué un rôle dans les assassinats, mais seulement quatre furent reconnus coupables de meurtre prémédité : Harold Pelletier, Luc « Sam » Michaud, Réjean « Zig-Zag » Lessard et Robert « Snake » Tremblay. Les autres furent reconnus coupables de crimes moins graves.
Les quatre ont reçu des sentences à vie sans possibilité de libération conditionnelle avant vingt-cinq ans, mais ils ont été libérés après avoir fait entre 17 et 22 ans de prison.